# コンファイド・イン・ミー
「コンファイド・イン・ミー」  (Confide in Me)  は、オーストラリアのシンガーソングライターのカイリー・ミノーグの楽曲である。

## 背景
「コンファイド・イン・ミー」はカイリーのシングルとしてはデコンストラクション移籍後、初のシングルとなった。この曲はオーストラリアで5週連続で1位、イギリスでも2位にランクインする大成功を収めた。また、この曲はARIAミュージック・アワードで3冠を獲得している。

## トラック・リスト
- UK CDシングル 1

1. "Confide in Me" (Master mix) - 5:51
2. "Confide in Me" (Big Brothers mix) - 10:27
3. "Confide in Me" (The Truth mix) - 6:46

- UK CDシングル 2

1. "Confide In Me" (Master Mix) - 5:51
2. "Nothing Can Stop Us" - 4:04
3. "If You Don't Love Me" - 2:08

- カセット・シングル

1. "Confide in Me" (Radio edit) - 4:27
2. "Confide in Me" (The Truth mix) - 6:46

- オーストラリア盤シングル

1. "Confide in Me" (Master mix) - 5:51
2. "Nothing Can Stop Us" (7" version) - 4:06
3. "If You Don't Love Me" - 2:08

- オーストラリア盤シングル (Limited Edition)

1. "Confide in Me" (Master mix) - 5:51
2. "Confide in Me" (Big Brothers mix) - 10:27
3. "Confide in Me" (The Truth mix) - 6:46
4. "Where Has The Love Gone?" (Fire Island mix/album version) - 7:46
5. "Where Has The Love Gone?" (Roach Motel mix) - 8:05